# Giuseppe Puccioni
Giuseppe Puccioni (Siena, 21 settembre 1788 – Firenze, 2 marzo 1866) è stato un politico italiano.

## Biografia
Figlio di Anton Carlo Puccioni e Anna Maria Morelli. Dopo la laurea all’Università di Siena in diritto il 28 giugno 1804, intraprese la carriera in magistratura. Sposatosi con Teresa Poggi, con lei ebbe un figlio: Piero (1833-1898), futuro avvocato, pubblicista, deputato e senatore.
Negli anni della dominazione francese fu procuratore imperiale a Montepulciano (1812) e sostituto procuratore a Siena (1814). Al ritorno dei Lorena, riprese il suo impegno di giudice dalle corti inferiori (vicario a Casole d’Elsa). Dopo un iniziale progetto di nomina a vicario di Vicopisano, divenne auditore del Tribunale civile collegiale di Pistoia, per poi passare, nel 1828, alla Ruota civile e criminale di Grosseto. Nel 1831 fu nominato auditore aggregato della Ruota criminale e, poi, confermato in ruolo l’anno successivo. 
Nel 1832 divenne docente di giurisprudenza criminale pratica nel Liceo fiorentino.
Dall’inizio degli anni Trenta, Puccioni fece parte stabilmente di quel gruppo di magistrati dal quale il Granduca e i suoi ministri attinsero per la progettazione normativa. Questo impegno lo condusse alla stesura di un progetto di codice penale (1838) con annesso Rapporto e motivi, ai quali fece seguito un testo completo redatto assieme ad altri, del quale egli stese la bozza di base (1841).
Nel 1858 pubblicò a Firenze un Saggio di diritto penale teorico-pratico, che fu adottato nelle due cattedre dove Puccioni avrebbe insegnato e per tre anni a Pisa prima dell’introduzione del Programma di Carrara.
Membro della Consulta di Stato del governo toscano, partecipò a varie commissioni per la riforma dell’ordinamento, facendo poi parte dell’Assemblea dei rappresentanti toscani per il biennio 1859-60. In epoca unitaria fu dapprima eletto deputato, escluso successivamente per sorteggio, poi nominato senatore nel 1861 come riconoscimento per la presenza nella Corte di cassazione toscana.
Nel 1860 divenne docente di "Giurisprudenza criminale" e di "Procedura nel giudizio penale" nella sezione di studi legali dell’Istituto di studi superiori pratici e di perfezionamento di Firenze. Di questo istituto assunse anche la presidenza della sezione di studi legali e, dal 1862, di quella di filosofia e filologia.